# آلبرت اوانز (بازیکن فوتبال، زاده ۱۸۷۴)
آلبرت اوانز (انگلیسی: Albert Evans؛ ۱۸ مارس ۱۸۷۴ – ۲۴ مارس ۱۹۶۶) بازیکن فوتبال اهل بریتانیا بود.
از باشگاه‌هایی که در آن بازی کرده‌است می‌توان به باشگاه فوتبال وست برومویچ آلبیون و باشگاه فوتبال استون ویلا اشاره کرد.
وی همچنین در تیم ملی فوتبال Football League XI بازی کرده‌است.